# Zagoriče
Zagoriče (makedonska: Загориче) är en ort i Nordmakedonien. Den ligger i kommunen Demir Hisar, i den sydvästra delen av landet, 90 kilometer söder om huvudstaden Skopje. Zagoriče ligger 678 meter över havet och antalet invånare är 299.